# 五井昌久
五井 昌久（ごい まさひさ、1916年（大正5年）11月22日 - 1980年（昭和55年）8月17日）は、日本の宗教家。宗教法人白光真宏会（びゃっこうしんこうかい）の開祖。祈りによる世界平和運動を提唱し、各所に建てられている「世界人類が平和でありますように」と書かれた標柱ピースポールの発案者としても知られる。

## 経歴
東京の浅草（現東京都台東区千束）に8人兄弟の4男として生まれる。7歳で関東大震災に遭い、家が焼けたため、一時、父の郷里新潟県に移り住み、近くの寺でお経を聞いたり、座禅をくむ経験をした。高等小学校1年を終え13歳で日本橋の小さな織物問屋の店員となった。数年後、その店をやめ、個人で五井商店を開業、音楽家をめざし、苦学して音楽の勉強をはじめた。また詩作にも励み、高村光太郎や竹内てるよにも教えを受けた。
1940年（昭和15年）、日立製作所の亀有工場に入社。文化活動の中心者として、学徒動員された青少年の心を癒そうとつとめた。
大戦終了後、日本のため、人類のために自分の命を捧げたいとの想いが湧き、宗教心が芽生える。岡田茂吉の霊線療法に興味を持ち、岡田の弟子に講習を受け病人の治療を開始する。また、生長の家の谷口雅春の教えに感銘を受け弟子になる。生長の家の講師として活動を開始するが、後には生長の家から離れることになる。
1949年（昭和24年）、厳しい修行の後、空の境地（悟り、正覚）を体得したとする。
1950年（昭和25年）7月、結婚。
1955年（昭和30年）2月、千葉県市川市に宗教法人「五井先生鑽仰会」を設立（なお、もともと「五井先生鑽仰会」は、五井を師と仰ぐ人々によって結成されたものである）。のちに「白光真宏会」と改称。
当初の活動は、人生指導や病気治療を主とした活動であったが、その根底にある思想は、人々の心が平和になることによる大調和世界（完全平和世界、地上天国）の実現であったとする。
1980年（昭和55年）8月死去。その活動は白光真宏会2代目会長・西園寺昌美（1971年に五井の養女に）に受け継がれた。

## 思想
1. 人間は本来、神の分霊であって、業生ではない。
2. 人間は守護霊・守護神によって常に守られている。
3. この世の中のいかなる苦悩も、現われれば必ず消えてゆく。苦悩は消え去ってゆくのであるという強い信念と、今からよくなるのであるという善念を起こし、どんな困難の中にあっても自分を愛し人を愛し、自分を赦し人を赦す愛と真と赦しの言行をなしつづけなさい。
4. 自分を守っている守護霊・守護神への感謝の心を常に想い、世界平和の祈りを祈りつづけなさい。

これを実行していると、個人も人類も真の救われ（正覚）を体得できる（個人人類同時成道）。

### 守護霊・守護神
五井の宗教は別名、守護霊守護神教とも呼ばれるくらい、守護霊・守護神の重要性を強調している。守護神とは神の救済面、愛の働き（神のもう一つの働きは法則である）の権化で、人類救済の任を帯びた偉大な光明体である。守護霊は、守護神によって救済され、個人守護の任を与えられた、先祖の悟った霊である。守護霊には、個人の主運を導く正守護霊と、仕事の面で補佐する副守護霊がある。人間が安心立命の心境に到達する第一歩は、自分の背後で見守っている守護霊・守護神の存在を認め、その守護に感謝することであると五井は説いている。

### 祈り言葉「世界平和の祈り」
- 世界人類が平和でありますように
- 日本が平和でありますように
- 私達の天命が完うされますように
- 守護霊様ありがとうございます
- 守護神様ありがとうございます

### 「統一」行
白光真宏会の「統一」行では、目を閉じ、「如来印」という印をむすび、心のなかで「世界平和の祈り」をたんたんと唱え続ける。「世界平和の祈り」を通して個々人が心の平和を作り出し、心を浄め、個々人の（心霊的な意味合いの）波動をより精妙なものとすることが、世界平和に貢献すると考えていた。

### 五井の祈りによる世界平和運動
五井昌久は、個人の救済のみならず、世界平和の樹立を希求していた。五井の「祈りによる世界平和運動」は、ひたすらに「世界平和の祈り」を唱えることで世界平和の実現を目指すという「祈り一念」というものであり、「世界平和の祈り」が世界中で唱えられるようになれば武装は不要になると考えていた。
五井は、「世界平和の祈り」は白光真宏会専属の祈りではなく、誰でも、どこの教団の信者でも各々の祈りに加えることができると考え、世界平和の祈りの実践を推奨した。世界平和実現のための五井の教えでは、元々は守護神、守護霊といった守護の神霊が主に語られていたが、白光真宏会の「世界平和の祈り」と「宇宙人」の波動がその高尚さから合致し、宇宙人から進んで世界平和のために協力してくれるようになった、と語られるようになった。
五井の「祈りによる世界平和運動」は、養子で白光真宏会二代目会長の西園寺昌美によって、白光真宏会（本部は富士宮市）と、「世界人類が平和でありますように」という祈り言葉を中心とした平和運動団体 メイ・ピース・プリベイル・オン・アース・インターナショナル（May Peace Prevail On Earth International、旧称ワールド・ピース・プレヤー・ソサエティ（The World Peace Prayer Society））（本部はニューヨーク州）、非宗教の立場で平和思想教育・啓蒙活動を行う五井平和財団（本部は東京）という三つの団体で展開されている。

## 主著
- 『神と人間』：五井昌久の神観・人間観の詳説
- 『天と地をつなぐ者』：霊覚者になるまでの自叙伝
- 『小説 阿難』：釈迦の十代弟子の一人・阿難を主人公にした小説
- 『老子講義』：老子の現代的解釈
- 『聖書講義』：仏陀との比較でイエスの真意を明らかにする

（いずれも白光出版刊）

## 人脈
合気道開祖・植芝盛平とは肝胆相照らす仲だった。五井は植芝を「神の化身」と讃え、植芝は五井を「祈りのご本尊」と敬った。また、東洋学者の安岡正篤や作曲家の古賀政男も五井を敬愛した。紅卍会とも交流があり、同会のフーチ（占い）によって「昱修（いくしゅう）」（光を身に修めた者）という道名をもらった。会員であった琉球王家の血をひくという尚悦子は、病気をきっかけに五井の養女となり、昌美と改名し、西園寺裕夫（西園寺公望の曾孫）と結婚、五井の死後、白光真宏会会長を継承した。

## 学術的批評
白光真宏会は学術的には、大本系で生長の家の分派の新宗教団体とされている。研究者の吉田尚文によると、大本や生長の家だけでなく、これまで考えられていたより世界救世教からの影響が強くみられ、千鳥会や紅卍字会などのフーチからも影響を受けている。また、五井の中心的教説は、ニューソート系の生長の家の思想を取り入れているが、より単純でポジティヴな教えに作り直されていると評している。五井が「宇宙人」との交流などを法話で説いたことから、白光真宏会はSF的とみられている。人類より高次の存在である「宇宙人」との交流は心霊主義の文脈にあり、彼は戦後まもない昭和20年代前半に心霊主義に興味を持ち、他の惑星との交流などの説も学んでいた。五井は自身を「心（神）霊主義者」であると明言しており、吉田尚文は、彼の基本的立場は浅野和三郎らの「神霊主義（スピリチュアリズム）」だと言えると述べている。

## ピースポール
ピースポールとは、「世界人類が平和でありますように」という言葉が書かれた標柱である。1975年に白光真宏会が建立を始めた。1975年に日本赤軍がマレーシアでテロ事件（クアラルンプール事件）を起こすなど世界での日本人への信用が低下した情勢を受け、「世界平和の祈り」の印刷物をいたるところに掲示し、日本から平和のメッセージを発信することで、宗教の次元から、日本・日本人は世界平和を心から願っている国・国民なのだと世界に示し、日本や日本人の信用低下を回復しようという五井昌久の教団機関誌での言葉を受けたものである。1976年に瀬木庸介が教団機関誌で、「世界平和祈願塔」、「世界平和祈願碑」、「世界平和祈願柱」（ピースポール）の建設、「世界平和祈願ポスターとシール」の貼附を白光真宏会の運動方針として提起したと言われる。白光真宏会の本部がある「富士聖地」には、「アフガニスタンが平和でありますように」「アルバニアが平和でありますように」等と各国の平和を祈る祈り言葉が書かれたピースポールがずらりと建てられている。
1988年に、五井昌久の養子で白光真宏会二代目会長の西園寺昌美を代表に、アメリカのニューヨークに非営利法人ワールド・ピース・プレヤー・ソサエティ（2019年に団体名をメイ・ピース・プリベイル・オン・アース・インターナショナルに変更）を設立し、世界平和祈願柱（ピースポール）の建立活動、平和ポスター（ピースステッカー）の貼付活動といった白光真宏会の「祈りによる世界平和運動」を移管した。ワールド・ピース・プレヤー・ソサエティがピースポール建立活動を推進し、同会によると世界約180カ国で20万本以上建立された。メイ・ピース・プリベイル・オン・アース・インターナショナルは、ピースポールは宗教ではないと主張している。メイ・ピース・プリベイル・オン・アース・インターナショナルの姉妹団体で西園寺昌美が会長を務める五井平和財団は、国際機関や各国の要人にピースポールを贈っている。
英語の「May Peace Prevail on Earth」をはじめとして、世界各国語にも翻訳されている。平和のシンボルとして日本各地、世界各国の神社・寺院・教会・モスク・公園等、さらに国連本部、世界銀行、アラブ連盟本部などの国際機関にも建立されている。
2007年に台湾に日本の団体がピースポールを建てた際には、風水的に悪影響があるのではという懸念や一種の文化侵略だという学者の批判がネットニュースで報道された。ピースポールを建てる活動に対しては、新宗教による信仰活動の一環であるという他の宗教の関係者の見解もある。

## 文献
- 五井昌久の思想と生涯…吉田尚文著